# شهادة الطاقة المتجددة
شهادة الطاقة المتجددة (بالإنجليزية: Renewable Energy Certificate)‏ التي تُعرف اختصاراً بـ REC، هي شهادة قابلة للتداول تمثل خصائص توليد الطاقة المستمدة من مصدر للطاقة المتجددة. في الولايات المتحدة، يتم تأسيس الأسواق الرسمية لشهادات الطاقة المتجددة في نيو انغلاند، وتكساس، وتعمل على تطوير السوق في أماكن أخرى. الأسواق غير الرسمية والطوعية نشطة أو على الطريق في العديد من المناطق الأمريكية الأخرى. وتسمى أيضا الشهادات المتجددة القابلة للتداول (TRCs)، أو البطاقات الخضراء وغيرها من الأسماء.